# Ephippiger apulus
Ephippiger apulus är en insektsart som först beskrevs av Willy Adolf Theodor Ramme 1933.  Ephippiger apulus ingår i släktet Ephippiger och familjen vårtbitare.

## Underarter
Arten delas in i följande underarter:
- E. a. apulus
- E. a. italicus